# ユージン・イストミン
ユージン・ジョージ・イストミン（Eugene George Istomin, 1925年11月26日 - 2003年10月10日）は20世紀を代表するアメリカ合衆国のピアニストである。

## 経歴
ユダヤ系ロシア人を両親にニューヨーク市に生れた。6歳から母親とともに公開演奏を行い、12歳でカーティス音楽学校に入学、ルドルフ・ゼルキンとミエチスワフ・ホルショフスキに師事。1943年にレーヴェントリット賞とフィラデルフィア青年賞を受賞。同年、ユージン・オーマンディ指揮のフィラデルフィア管弦楽団と共演してショパンの協奏曲を演奏してデビューを果たし、やはり1943年のニューヨーク・デビューでは、アルトゥール・ロジンスキ指揮ニューヨーク・フィルハーモニー管弦楽団とブラームスの《ピアノ協奏曲 第2番》を共演した。
1956年に初来日し、日本縦断ツアーを行った。
一般には室内楽のピアニストとして名高く、アイザック・スターン・レナード・ローズらとのピアノ三重奏団（スターン・トリオ）や、スターンとのペアなどで多くの録音を残した。とりわけベートーヴェンやシューベルト、ブラームス作品の解釈は有名で、ベートーヴェンの録音は1970年にグラミー賞を受賞した。
独奏者としても活動し、ロジャー・セッションズやアンリ・デュティユー、ネッド・ローレムらに作品を委嘱し、それらを初演した。ユージン・オーマンディやブルーノ・ワルターらの指揮でオーケストラとも共演している。
1975年2月15日に、カザルス未亡人マルタ・モンターニェスと結婚。1980年にワシントンD.C.に移転。1980年代と1990年代にアメリカ国内の30都市で、愛用のピアノと専属のピアノ調律師をしたがえ、演奏旅行を実行した。
メトネルのピアノソナタ全集の楽譜がロシア以外で初めて発売されたとき、序文を寄せた。2001年にフランス政府よりレジオン・ドヌール勲章を授与される。2003年にワシントンD.C.の自宅で肝臓癌により死去。死の数年前まで、演奏活動をノースフロリダなどの地方大学で行っていた。